# Voldemārs Salnais
Voldemārs Salnais (ur. 20 maja 1886 w Lubānie, zm. 4 sierpnia 1948 w Sztokholmie) – łotewski polityk i dyplomata, szef Urzędu Statystycznego Łotwy, minister spraw zagranicznych (1933–1934) i poseł w Skandynawii (1937–1940). 

## Życiorys
W 1905 ukończył szkołę średnią w Rydze. Jeszcze jako uczeń zaangażował się w działalność antycarską, za co został zesłany do guberni irkuckiej. Po wypuszczeniu na wolność w 1913 wyjechał do USA, skąd wrócił na jesieni 1917 na Łotwę. W latach 1918–1920 przebywał na Dalekim Wschodzie, gdzie pracował w Łotewskiej Radzie Narodowej. Powrócił do kraju w 1920 obejmując urząd wiceprezesa i prezesa urzędu statystycznego (1920–1921, 1926–1933, 1934–1937). 
W 1921 rozpoczął karierę w Ministerstwie Spraw Zagranicznych. W latach 1933–1934 sprawował urząd ministra. W maju 1937 mianowano go posłem Republiki Łotewskiej w Szwecji, Danii i Norwegii z siedzibą w Sztokholmie. 
23 lipca 1940 przekazał ministrowi spraw zagranicznych Szwecji notę protestacyjną wobec zajęcia Łotwy przez wojska radzieckie. W następnym miesiącu wobec uznania radzieckiej aneksji przez władze szwedzkie poselstwo Łotwy zawiesiło swoją działalność. 
W trakcie i po zakończeniu II wojny światowej żył na emigracji w Sztokholmie, wydał tam dwie książki: "One year of German occupation" (1942) i "Neatkarīgā Latvija" (pol. Niepodległa Łotwa, 1944). W maju 2010 Biblioteka Królewska w Sztokholmie zadecydowała o przekazaniu Łotwie osobistego archiwum Salnaisa. 
Został odznaczony m.in. estońskim Orderem Krzyża Orła I klasy (1933).